# 花音舞
花音 舞（かのん まい、10月1日 - ）は、元宝塚歌劇団宙組の娘役。
愛媛県新居浜市、市立泉川中学校出身。身長160cm。愛称は「きゃのん」。

## 来歴
2002年、宝塚音楽学校入学。
2004年、宝塚歌劇団に90期生として入団。入団時の成績は5番。雪組公演「スサノオ／タカラヅカ・グローリー!」で初舞台。その後、宙組に配属。
歌手として頭角を現し、2015年の「シトラスの風III」（全国ツアー公演）で、初のエトワールに抜擢。
2020年の「アナスタシア」で2度目のエトワールを務める。
その後も高い歌唱力と演技力で幅広い役柄を演じてきたが、2021年9月26日、真風涼帆・潤花トップコンビ大劇場お披露目となる「シャーロック・ホームズ／Délicieux!」東京公演千秋楽をもって、宝塚歌劇団を退団。

## 宝塚歌劇団時代の主な舞台

### 初舞台
- 2004年4 - 7月、雪組『スサノオ』『タカラヅカ・グローリー!』

### 宙組時代
- 2005年1 - 4月、『ホテル ステラマリス』『レヴュー伝説』
- 2005年5 - 6月、『ホテル ステラマリス』『レヴュー伝説』（全国ツアー）
- 2005年8 - 11月、『炎にくちづけを』 - 新人公演：ブーラー（本役：和音美桜）『ネオ・ヴォヤージュ』
- 2006年3 - 7月、『NEVER SAY GOODBYE』
- 2006年8月、『コパカバーナ』（博多座）
- 2006年11 - 2007年2月、『維新回天・竜馬伝!』『ザ・クラシック』
- 2007年3月、『ハロー!ダンシング』（バウホール）
- 2007年6 - 9月、『バレンシアの熱い花』『宙 FANTASISTA!』
- 2007年11月、『THE SECOND LIFE』（バウホール）
- 2008年2 - 5月、『黎明（れいめい）の風』『Passion 愛の旅』
- 2008年7月、『雨に唄えば』（梅田芸術劇場） - 侍女
- 2008年9 - 12月、『Paradise Prince（パラダイス プリンス）』 - 新人公演：ミセス・レッド（本役：大海亜呼）『ダンシング・フォー・ユー』
- 2009年2 - 3月、『逆転裁判 -蘇る真実-』（バウホール・日本青年館）
- 2009年4 - 7月、『薔薇に降る雨』『Amour それは…』
- 2009年8月、『大江山花伝』 - 桂尚侍『Apasionado!!II』（博多座）
- 2009年11 - 2010年2月、『カサブランカ』 - 新人公演：マリア（本役：花露すみか）
- 2010年5 - 8月、『TRAFALGAR（トラファルガー）』 - 新人公演：ポーリーヌ（本役：大海亜呼）『ファンキー・サンシャイン』
- 2010年11 - 2011年1月、『誰がために鐘は鳴る』 - ロジータ、新人公演：メリーナ（本役：美風舞良）
- 2011年3月、『記者と皇帝』（日本青年館・バウホール） - ジェシカ・マーフィー
- 2011年5 - 8月、『美しき生涯』 - 脇坂安治の妻『ルナロッサ』
- 2011年10 - 12月、『クラシコ・イタリアーノ』『NICE GUY!!』
- 2012年2月、『仮面のロマネスク』 - ジル『Apasionado!!II』（中日劇場）
- 2012年4 - 7月、『華やかなりし日々』『クライマックス』
- 2012年8 - 11月、『銀河英雄伝説@TAKARAZUKA』 - クリスティーネ
- 2013年1月、『逆転裁判3 検事マイルズ・エッジワース』（ドラマシティ・日本青年館） - ルビー・トリコ
- 2013年3 - 6月、『モンテ・クリスト伯』 - カルコント『Amour de 99!!-99年の愛-』
- 2013年7 - 8月、『the WILD Meets the WILD』（バウホール） - ノーマ・オーウェン[2]
- 2013年9 - 12月、『風と共に去りぬ』 - リンダ
- 2014年2 - 3月、『翼ある人びと-ブラームスとクララ・シューマン-』（ドラマシティ・日本青年館） - ヴェラ
- 2014年5 - 7月、『ベルサイユのばら-オスカル編-』 - マリーズ
- 2014年9月、『SANCTUARY（サンクチュアリ）』（バウホール） - ルグジェリ[2]
- 2014年11 - 2015年2月、『白夜の誓い -グスタフIII世、誇り高き王の戦い-』 - ジルダ『PHOENIX 宝塚!!-蘇る愛-』
- 2015年3 - 4月、『TOP HAT』（梅田芸術劇場・赤坂ACTシアター） - カーラ／客の女（ソニア）
- 2015年6 - 8月、『王家に捧ぐ歌』 - 囚人フィブラーイル
- 2015年10 - 11月、『メランコリック・ジゴロ』 - シュザンヌ『シトラスの風III』（全国ツアー） 初エトワール[2]
- 2016年1 - 3月、『Shakespeare〜空に満つるは、尽きせぬ言の葉〜』 - 女官長『HOT EYES!!』[2]
- 2016年5月、『王家に捧ぐ歌』（博多座） - 囚人ヤナーイル
- 2016年7 - 10月、『エリザベート-愛と死の輪舞（ロンド）-』 - 死刑囚の母／侍女
- 2016年11 - 12月、『バレンシアの熱い花』 - バルバラ『HOT EYES!!』（全国ツアー）[2]
- 2017年2 - 4月、『王妃の館-Château de la Reine-』 - 岩波正枝『VIVA! FESTA!』[2]
- 2017年6月、『パーシャルタイムトラベル 時空の果てに』（バウホール） - ミレイユ／ガブリエル
- 2017年8 - 11月、『神々の土地』 - ロフチナ夫人／客／富豪夫人『クラシカル ビジュー』
- 2018年1月、『WEST SIDE STORY』（東京国際フォーラム） - ロザリア[2]
- 2018年3 - 6月、『天（そら）は赤い河のほとり』 - 妃／マラティアの女『シトラスの風-Sunrise-』
- 2018年7 - 8月、『WEST SIDE STORY』（梅田芸術劇場） - ロザリア[2]
- 2018年10 - 12月、『白鷺（しらさぎ）の城（しろ）』 - 狐（讃岐）『異人たちのルネサンス』 - ルイーザ
- 2019年2 - 3月、『群盗-Die Räuber-』（ドラマシティ・日本青年館） - ズーゼル
- 2019年4 - 7月、『オーシャンズ11』 - テレサ
- 2019年8 - 9月、『追憶のバルセロナ』 - テレサ・アウストリア／エスメラルダ『NICE GUY!!』（全国ツアー）
- 2019年11 - 2020年2月、『El Japón（エル ハポン）-イスパニアのサムライ-』 - ロベルタ『アクアヴィーテ（aquavitae）!!』
- 2020年8月、『壮麗帝』（ドラマシティ） - 女官長
- 2020年11 - 2021年2月、『アナスタシア』 - マルファ エトワール[2]
- 2021年4月、『夢千鳥』（バウホール） - 歌手／マネージャー[2]
- 2021年6 - 9月、『シャーロック・ホームズ-The Game Is Afoot!-』 - モーカー伯爵夫人／歌手『Délicieux（デリシュー）!-甘美なる巴里-』 退団公演[2]

### 出演イベント
- 2004年7月、TCAスペシャル・OGバージョン『ゴールデン・メモリーズ』（カゲコーラス）
- 2005年1月、逸翁デー『タカラヅカ・ホームカミング』
- 2005年9月、『レビュー記念日』
- 2005年9・11月、初風緑ディナーショー『SOL Y SOMBRA-光と影-』[4]
- 2005年12月、『花の道 夢の道 永遠の道』
- 2006年9月、『宙組エンカレッジ・コンサート』[2]
- 2007年9月、『TAKARAZUKA SKY STAGE5th Anniversary Special』（コーラス）
- 2009年12月、タカラヅカスペシャル2009『WAY TO GLORY』（コーラス）
- 2010年4月、第4回『マグノリアコンサート・ドゥ・タカラヅカ』
- 2011年5月、『愛の旋律〜夢の記憶』
- 2012年7月、『宝塚巴里祭2012』[5]
- 2014年4月、宝塚歌劇100周年 夢の祭典『時を奏でるスミレの花たち』（コーラス）
- 2018年2月、『宙組誕生20周年記念イベント』